# Lisa Fonssagrives
Lisa Birgitta Fonssagrives-Penn, född Bernstone den 17 maj 1911 i Göteborg, död 4 februari 1992 i New York, var en svensk fotomodell. Hon betecknas vanligen som världens första supermodell.

## Biografi
Fonssagrives växte upp i Uddevalla, som dotter till tandläkaren Josef Bernstone och hans hustru Ester, född Hultman. Under dessa år sysslade hon med målning, skulptur och dans. Hon flyttade sedan till Berlin där hon studerade vid Mary Wigmans dansskola. Resan fortsatte till Paris där hon träffade sin första man, Fernand Fonssagrives, som var danslärare och fotograf. Äktenskapet ingicks 1935. Under tiden upptäcktes hon av fotografen Willy Maywald som fotomodell för modetidningar. Några bilder skickades till tidningen Vogue och blev inledningen på en lång karriär som fotomodell. När Fonssagrives 1939 flyttade till Förenta Staterna var hon redan en av de främsta i sin bransch. Hennes ansikte syntes på många titelsidor mellan 1930- och 1950-talet; vid sidan av Vogue kan nämnas Town & Country, Life, Time och Vanity Fair. Hon beskrevs ofta som "den högst betalda, mest berömda, främsta" fotomodellen i branschen, medan hon själv hävdade att hon endast var "en bra klädhängare".
Fonssagrives samarbetade med fotografer som Horst P. Horst, George Hoyningen-Huene, Man Ray, Erwin Blumenfeld, George Platt Lynes, Richard Avedon och Edgar de Evia. Efter skilsmässa från Fernand Fonssagrives gifte hon 1950 om sig med fotografen Irving Penn. Under 1960-talet blev hon åter skulptör och modeskapare, och hennes verk visades bland annat i ett galleri i Manhattan.
Hennes två barn arbetar som designers, varav dottern är gift med den New York-baserade fastighetsmagnaten Sheldon Solow. Lisa Fonssagrives-Penn Trust grundades 1994.
1995 hölls en retrospektiv utställning av hennes verk på Moderna Museet i Stockholm. Irving Penn donerade fotografier till museet till hennes minne. Vid auktionen av Elton Johns fotosamling, som hölls av Christie's den 15 oktober 2004, såldes ett fotografi av Fonssagrives taget av Irving Penn 1950 för 57 360 dollar.